# Булмастиф
Булмастифът е порода куче, чийто произход е от Великобритания. На теория булмастифът би трябвало да бъде едно от най-популярните кучета за охрана. Неговите бързина, сила и издръжливост са селекционирани с цел да може да настига и залавя натрапниците, без да ги нарани или убие. Красив и мощен, той се среща на всички континенти, но никога не е достигнал популярността на германския си еквивалент – ротвайлера. Причина за това е фактът, че породата може да бъде упорита, неподатлива на дресировка и прекалено ревнива спрямо своето семейство. Това куче е едно от десетте най-големи кучета в света.
История на породата
Породата е селектирана от пазачи на дивеч в Обединеното кралство, за да подпомогне защитата от бракониери. В процеса на създаване на породата са кръстосани староанглийски булдог, а не съвременен английски булдог, и английски дог (съотношението е 45 на 57 %).
Официалното признаване на тези кучета е през 2008 г., същата година е изготвен и стандарта на породата.

## Стандарт на породата

### Общ вид
Компактно и хармонично тяло, с къс гръб и леко извита мускулеста шия.

### Предназначение на породата
Създадена е във Великобритания през XIX век като помощник на пазачите на дивеч, способен да преследва и обездвижи навлезлите в именията бракониери

### Характер
Уверен, предан и бдителен, често предпазлив към непознати. Изключително предпазливи с деца.

### Глава
Голяма, квадратна, с къса муцуна; покрива се с бръчки, когато е нащрек.

### Уши
Малки, V-образни; поставени високо и широко.

### Очи
Тъмни и средно големи; разделени от характерна бръчка.

### Крайници
Мощните предни крайници са прави, със здрави кости.

### Гръден кош
Гръдният кош е дълбок и широк.

### Козина
Къса, гъста и водонепроницаема.